# Varicaspis fiorineides
Varicaspis fiorineides är en insektsart som först beskrevs av Robert Newstead 1920.  Varicaspis fiorineides ingår i släktet Varicaspis och familjen pansarsköldlöss. Inga underarter finns listade i Catalogue of Life.